# جان وایت هاول

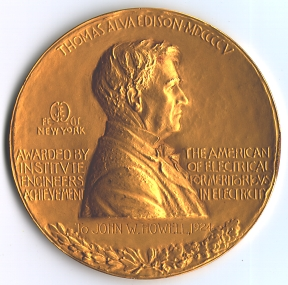

جان وایت هاول (انگلیسی: John White Howell; ۲۲ دسامبر ۱۸۵۷ – ۲۸ ژوئیهٔ ۱۹۳۷) یک دانشمند اهل ایالات متحده آمریکا بود.
وی همچنین برندهٔ جوایزی همچون مدال ادیسون انجمن مهندسان برق و الکترونیک شده است.